# Bersillies
Bersillies är en kommun i departementet Nord i regionen Hauts-de-France i norra Frankrike. Kommunen ligger i kantonen Maubeuge-Nord som tillhör arrondissementet Avesnes-sur-Helpe. År 2022 hade Bersillies 243 invånare.

## Befolkningsutveckling
Antalet invånare i kommunen Bersillies
| Referens: INSEE |